# Dąbrowa (powiat hajnowski)
Dąbrowa – kolonia w Polsce położona w województwie podlaskim, w powiecie hajnowskim, w gminie Kleszczele.
W latach 1975–1998 miejscowość należała administracyjnie do województwa białostockiego.
Wierni kościoła rzymskokatolickiego należą do parafii Matki Bożej Częstochowskiej w Nurcu-Stacji.